# Mont Mali
Mont Mali ist ein Berg im Nordwesten der Zentralafrikanischen Republik. Er liegt im Norden des Yadé-Massivs.

## Geographie
Der Berg liegt in der Präfektur Lim-Pendé. Er erhebt sich zusammen mit weiteren Gipfeln aus einer Ebene auf ca. 800 m Höhe mit einer Prominenz von ca. 300 m bis auf eine Höhe von 1121 m. Östlich benachbart ist der Mont Bali (997 m), der Fluss Ouroum entspringt zwischen den beiden Gipfeln und entwässert nach Südosten.